# Pueblo huasteco
Los huastecos o tének son un pueblo indígena descendiente de los mayas que habita en los estados mexicanos de San Luis Potosí, Veracruz, Hidalgo, Puebla y Tamaulipas, en una región que en México es conocida como La Huasteca. La lengua nativa de este pueblo es el idioma huasteco, en el que se denominan a sí mismos tének. 
Los huastecos actuales son descendientes de los portadores de la cultura huasteca precolombina, y desde la época anterior a la llegada de los españoles comparten su territorio étnico con otros grupos, especialmente los nahuas. La Comisión Nacional para el Desarrollo de los Pueblos Indígenas (CDI) calculaba que en el año 1995 vivían en México alrededor de 200 mil integrantes del grupo étnico.
El nombre huasteco se deriva del vocablo náhuatl cuextécatl, que tiene dos posibles acepciones: de cuachalolotl, "caracol pequeño o caracolillo", o de huaxitl, "guaje", que es una pequeña leguminosa.
Hablando de este pueblo Fray Bernardino de Sahagún dice: "El nombre de todos estos tómase de la provincia que llaman Cuextlan, donde los que están poblados se llaman "Cuextecas".

## Historia

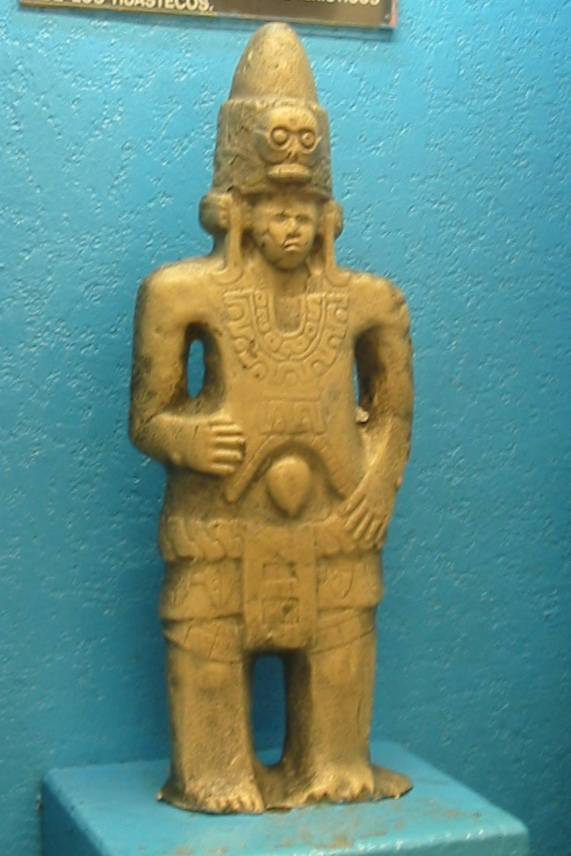
Estatua huasteca.

Los huastecos participaron fervientemente en la guerra de independencia, más como una manera de protestar ante los agravios y despojos de tierras por parte de los españoles. Después de consumada la independencia, se enfrentaron a nuevas leyes agrarias desfavorables para las comunidades y a la expedición de las leyes de desamortización de bienes corporativos. La defensa de sus tierras implicó bastas rebeliones, generalizándose las luchas campesinas durante los últimos 20 años del siglo XIX y en la primera década del siglo XX.

## El territorio
El vasto territorio huasteco o Región Huasteca se extiende por el sur desde el río Cazones, en Veracruz, hasta el río Soto la Marina, en Tamaulipas, por el norte; la costa del Golfo es su límite natural al este y por el poniente ocupa importantes zonas de los estados de San Luis Potosí, Querétaro e Hidalgo y en menor medida Puebla pues esta zona era constantemente peleada con otras culturas a lo largo del tiempo y debido a migraciones de pueblos teniendo con sigo una mezcla de diversas culturas.
El territorio muestra una gran variedad ecológica: costas, planicies, llanuras y estribaciones montañosas. Sin duda, los huastecos prefirieron los climas cálidos, a veces extremos, ya que sus asentamientos nunca rebasaron los 1000 m s. n. m. La agricultura, principalmente el cultivo de maíz, fue la base económica fundamental de los huastecos.

## Traje típico
El traje femenino actualmente consiste en una blusa de artisela en colores rosa o azul, adornado con alforzas en la pechera, cuello alto y mangas amplias. Falda de enredo, llamada "lacbé" o "lakap", es negra de percal y se sujeta con un ceñidor. Sobre la blusa acostumbran llevar el quexquémitl al que nombran "thaymlab" esta es una prenda singular que consta de dos rectángulos de tela cosidos en forma especial para formar una especie de capa cerrada que al introducirse por la cabeza y ponerse sobre el torso, quedan un pico hacia adelante y otro hacia atrás. Es de manta blanca completamente cubierto de bellos bordados con estambre de colores.
Los bordados son generalmente motivos tradicionales, tales como el "árbol de la vida", animales, flores o cruces de brazo doble. Llevan también una bolsa decorada con los mismos motivos. Característica importante es la forma de arreglarse el cabello, con un tocado que es réplica exacta del que se ve frecuentemente en las figurillas arqueológicas: un rodete alrededor de la cabeza en forma de corona, llamado "petob", que hacen de madejas de estambre en colores y luego aseguran pasando el cabello alrededor desde la nuca hasta la frente.
La indumentaria masculina tradicional es muy simple, la usan únicamente las personas de edad avanzada. Consiste únicamente de camisa, pantalón y calzón de manta, ajustado a la cintura por un ceñidor. 
Por lo general los huastecos andan descalzos o llevan huaraches, sombrero de palma, así como un imprescindible morral de fibra de "zapupe".

## Arte
Fabrican diferentes artesanías  como productos de cestería y talabartería en la zona de la sierra de San Carlos, así como productos de gamuza, sillas de montar y artículos de ixtle, lechuguilla y henequén en la zona de la sierra del Suroeste y hierro forjado, vidrio soplado, muebles de madera y palma en la frontera.
En el ámbito musical, los huastecos han contribuido con la creación del son huasteco llamado también huapango, que es el resultado de la fusión de las tradiciones musicales de los huastecos con la instrumentación propia de los españoles. Se destaca por ser una música eufórica, llena de colorido musical, con repetidos requintos de los instrumentos de cuerda, y adornada con falsetes.